# Отто Меєргоф
Отто Фріц Меєргоф (нім. Otto Fritz Meyerhof; 12 квітня 1884, Ганновер, Німеччина — 6 жовтня 1951, Філадельфія, США) — німецький біохімік і лікар. Лавреат Нобелівської премії з фізіології і медицини в 1922 році (спільно з Арчибальдом Гіллом) за праці в галузі м'язового метаболізму (включаючи гліколіз).

## Біографія
Народився в Ганновері в єврейській родині. Велику частину дитинства провів у Берліні, де пізніше навчався медичній спеціальності. Продовжував навчання в Страсбурзі і Гейдельберзі. Закінчив навчання Меєргоф у 1909 році з дипломною роботою під назвою «Внесок у психологічну теорію розумових захворювань». У Гейдельберзі він зустрів Гедвіг Шелленберг, яка пізніше стала його дружиною. У них народилися дочка та два сини.
У 1912 році Меєргоф перейшов до Кільського університету і в 1918 році отримав там звання професора. Став членом Гайдельберзької академії наук. У 1929 році він став директором Інституту медичних досліджень Товариства імені Макса Планка і працював на цій посаді до 1938 року, коли він був змушений втекти до Парижа від нацистського режиму. 1940 року він переїхав до США, де став запрошеним професором в Пенсільванському університеті у Філадельфії.
Меєргоф помер у Філадельфії у 67-річному віці від інфаркту міокарда.